# Michele Greene
Michele Dominguez Greene (Las Vegas, 3 febbraio 1962) è un'attrice statunitense.

## Filmografia parziale

### Cinema
- The Unborn 2, regia di Rick Jacobson (1994)
- Stranger by Night, regia di Gregory Dark (1994) - Direct-to-video
- L'innocenza del delitto (Daddy's Girl), regia di Martin Kitrosser (1996) - Direct-to-video
- Fugitive Mind, regia di Fred Olen Ray (1999) - Direct-to-video
- A Family Affair, regia di Helen Lesnick (2001)
- La leggenda di Lucy Keyes (The Legend of Lucy Keyes), regia di John Stimpson (2006)

### Televisione
- Dorothy - serie TV, 4 episodi (1979)
- La famiglia Bradford (Eight Is Enough) - serie TV, 5 episodi (1980-1981)
- Hazzard (The Dukes of Hazzard) - serie TV, episodio 5x04 (1982)
- Bay City Blues - serie TV, 8 episodi (1983-1984)
- Perry Mason e la novizia (Perry Mason: The Case of the Notorious Nun) - film TV (1986)
- Calde voglie insaziabili (Double Standard) - film TV (1988)
- Salverò mia figlia (In the Best Interest of the Child) - film TV (1990)
- 13º piano: fermata per l'inferno (Nightmare on the 13th Floor) - film TV (1990)
- L.A. Law - Avvocati a Los Angeles (L.A. Law) - serie TV, 105 episodi (1986-1991)
- Due gemelle nel Far West (How the West Was Fun) - film TV (1994)
- Un detective in corsia (Diagnosis: Murder) - serie TV, 3 episodi (1997-2001)
- L.A. Law: The Movie - film TV (2002)
- CSI - Scena del crimine (CSI: Crime Scene Investigation) - serie TV, episodi 3x09-9x22 (2002-2009)
- The Unit - serie TV, 4 episodi (2006)
- Big Love - serie TV, 3 episodi (2010)
- CSI: Miami - serie TV, episodio 10x09 (2011)

## Doppiatrici italiane
Nelle versioni in italiano delle opere in cui ha recitato, Michele Greene è stata doppiata da:
- Paola Del Bosco in L.A. Law - Avvocati a Los Angeles
- Cinzia De Carolis in CSI - Scena del crimine (ep.3x09)
- Antonella Giannini in CSI: Miami